# 8 kvinder
8 kvinder er en fransk film fra 2001, der er instrueret af François Ozon. Filmen er en krimi-musical-komedie, der
handler om otte kvinders forhold til Marcel, der er fundet myrdet i sin seng. Handlingen udspiller sig i et landhus, hvor de medvirkende
er sneet inde. Filmen bygger på et skuespil af Robert Thomas fra 1958. Filmen blev i Frankrig set af 3.571.508 mennesker.

## Handling
Husets datter indfinder sig til juleferie i familiens landhus, hvor hun møder sin mor, sin mormor, sin søster, morens søster, husets 
husholderske, husets tjenestepige og senere sin fars søster. Kort efter sin ankomst findes faderen i sin seng med en kniv 
i ryggen. Der er kun de otte kvinder til stede, hvorfor det må være en af dem. Alle er isoleret i huset på grund af sneen og det faktum 
at telefonledningen er skåret over. De må derfor selv løse mysteriet. Efterhånden viser det sig at alle kvinderne har et forhold til Marcel,
som offeret hedder, som går ud over de rent formelle bånd.

## Medvirkende
- Danielle Darrieux: Mamy, bedstemoderen
- Catherine Deneuve: Gaby, moderene
- Isabelle Huppert: Augustine, moderens søster
- Emmanuelle Béart: Louise, tjenestepigen
- Fanny Ardant: Pierrette, faderens søster
- Virginie Ledoyen: Suzon, offerets datter
- Ludivine Sagnier: Catherine, lillesøsteren
- Firmine Richard: Madame Chanel, husholdersken
- Dominique Lamure: Marcel, offeret

## Sange i filmen
| Titel                        | Fremført af       | Original version fremført af |
| ---------------------------- | ----------------- | ---------------------------- |
| Papa, t'es plus dans l'coup  | Ludivine Sagnier  | Sheila                       |
| Message personnel            | Isabelle Huppert  | Françoise Hardy              |
| À quoi sert de vivre libre   | Fanny Ardant      | Nicoletta                    |
| Mon amour, mon ami           | Virginie Ledoyen  | Marie Laforêt                |
| Pour ne pas vivre seul       | Firmine Richard   | Dalida                       |
| À pile ou face               | Emmanuelle Béart  | Corynne Charby               |
| Toi jamais                   | Catherine Deneuve | Sylvie Vartan                |
| Il n'y a pas d'amour heureux | Danielle Darrieux | Georges Brassens             |